# Museo del Diseño de Barcelona
El Museo del Diseño de Barcelona (oficialmente en catalán: Museu del Disseny de Barcelona) es un museo dependiente del Instituto de Cultura de Barcelona que se origina a partir de la integración de las colecciones del Museo de las Artes Decorativas, el Museo de Cerámica, el Museo Textil y de Indumentaria y el Gabinete de las Artes Gráficas. El museo está ubicado en el edificio del Disseny Hub Barcelona, en la Plaza de las Glorias, compartiendo sede con el Fomento de las Artes y del Diseño (FAD) y el Barcelona Centro de Diseño (BCD), dos instituciones pioneras en la promoción y el desarrollo del diseño en Cataluña. En diciembre de 2022, José Luis de Vicente fue elegido como director.

## Historia
Barcelona es una ciudad históricamente ligada al diseño, con instituciones centenarias como el Fomento de las Artes Decorativas. Es por ello que el Ayuntamiento de Barcelona se planteó a principios de la década de los 2000 crear un solo centro, un espacio integral que permitiera que el público entendiera el diseño en su consideración más amplia. Se decidió construir un espacio donde ubicar todas las colecciones y fondos patrimoniales barceloneses relacionados con el mundo del diseño, y se encargó al estudio de arquitectos MBM Arquitectes integrado por Josep Maria Martorell, Oriol Bohigas, David Mackay, Oriol Capdevila y Francesc Gual, después de ganar el concurso convocado por el Ayuntamiento de Barcelona en junio del 2001, la construcción de un edificio en la Plaza de las Glorias.

## Objetivos
El centro quiere convertirse en un punto de encuentro o núcleo de una red formada por personas e instituciones vinculadas al mundo del diseño que compartirán información relevante relacionada con el sector. El objetivo es estimular tanto la investigación como la actividad económica vinculada al mundo del diseño, utilizando para ello tanto los fondos patrimonial propios, como un análisis continuo del presente del mundo del diseño.

### Glorias

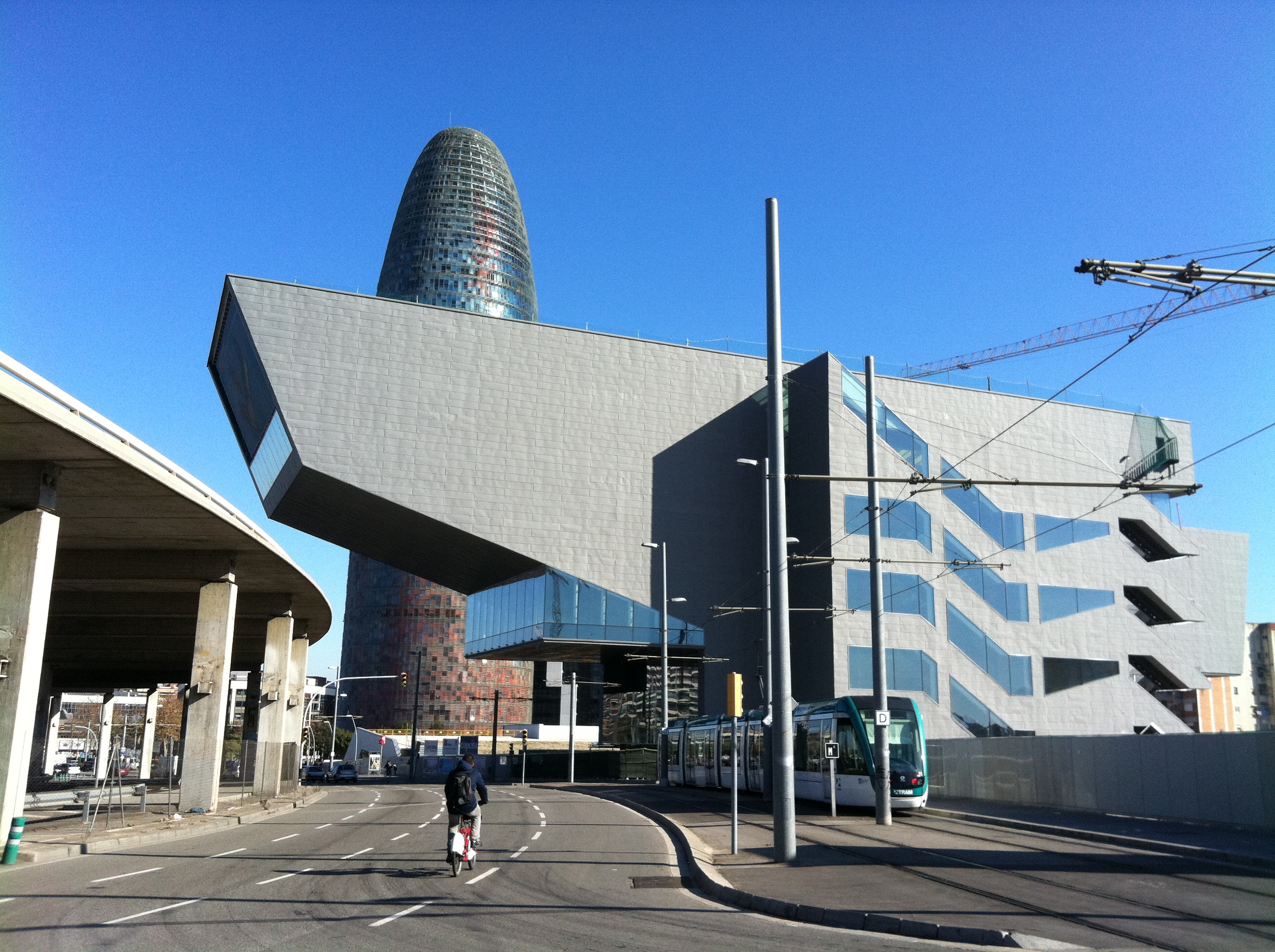
Edificio DHUB en construcción, enero de 2012

La sede definitiva del DHUB se ubica en la Plaza de las Glorias. Consiste en un proyecto de edificio diseñado por el equipo de arquitectos MBM ARQUITECTES, formado por Josep Maria Martorell, Oriol Bohigas, David Mackay, Oriol Capdevila y Francesc Gual. En julio de 2009, el entonces consejero de cultura Joan Manuel Tresserras y el entonces alcalde  Jordi Hereu, pusieron la primera piedra. El edificio se terminó en el 2013 y el 14 de diciembre de 2014 se inauguró definitivamente el Museo del Diseño.

#### Características
El edificio, de 29.351 m², se compone de dos partes: una subterránea (aprovechando el cambio de nivel provocado por la urbanización de la pl.de las Glorias) y otra que emerge sobre el nivel 14,50 metros. Esta última es un paralelepípedo cortado en sesgos con la misma anchura que la calle Ávila, haciendo de final y de indicador de la relación Ensanche-plaza sin cerrar las vistas del gran parque central. La cubierta del subterráneo tiene el tratamiento y el uso de espacio público, relacionado, por tanto, con el futuro proyecto de la plaza de las Glorias. La alfombra verde es uno de los componentes primordiales, con elementos naturales o artificiales que garanticen la sostenibilidad y el fácil mantenimiento.
Incluye un bar restaurante, ofreciendo un atractivo en el espacio público. El lago actúa como un subrayado compositivo relacionando los diversos niveles.
Edificación inferior

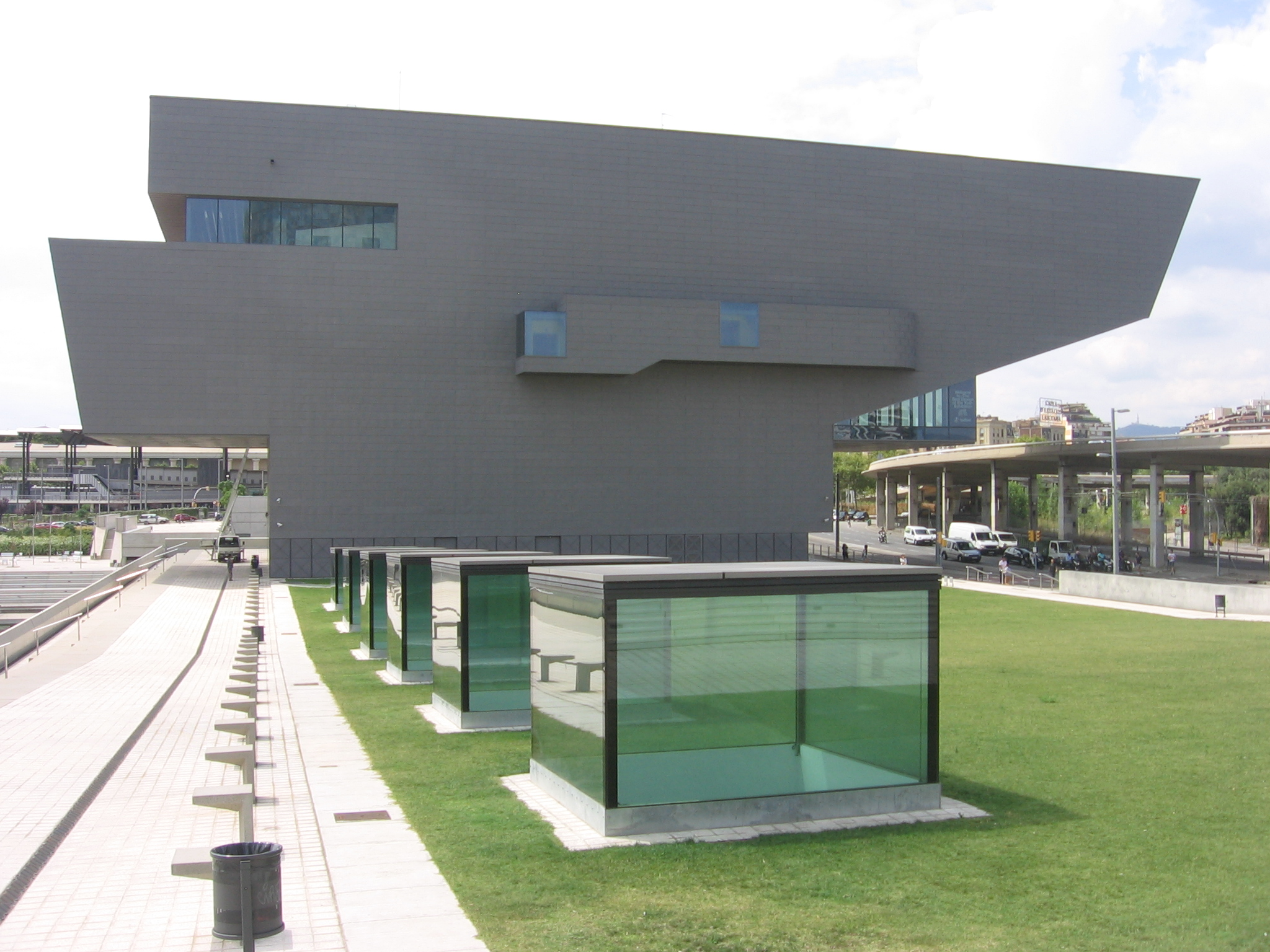
La nueva sede de Disseny Hub Barcelona

Se ubican, en dos plantas y una entreplanta, las actividades más densas, como la sala principal de exposiciones, las reservas, la investigación y la enseñanza, los servicios de gran concurrencia, etc. La iluminación natural y la relación con el exterior, a pesar de ser un sótano, se consigue mediante un foso producido por la diferencia de niveles, reforzado con la lámina de agua reflectante, una especie de patio inglés de grandes dimensiones. Esta iluminación se ve reforzada con seis lucernarios que emergen en el espacio público y que se utilizan como escaparates de los contenidos y las actividades del Centro.
Edificación superior
De acuerdo con la planificación, ocupa la mínima superficie en planta para no reducir el espacio de uso público. Se prolonga en voladizo hacia la plaza, permitiendo así la edificabilidad prevista. Al conjunto de los dos cuerpos que componen el centro se entrará a través de un único vestíbulo con doble acceso: a nivel +7 m., Desde la calle Ávila, ya nivel +14,5 m., Desde la plaza. Este vestíbulo es una plaza pública de paso obligado para relacionar la plaza de las Glorias, el Pueblo Nuevo y la  estación de metro. Desde esta plaza pública se llega a todos los servicios situados en los sótanos y, por un sistema de escaleras, escaleras mecánicas y ascensores, a todos los pisos superiores, de dimensiones y características diversas, formando, sin embargo, una unidad continúa hasta llegar a la sala de conferencias. El exterior del edificio utiliza solo dos materiales: las placas de metal (zinc o aluminio) y el vidrio, de manera que, en conjunto, tendrá un aspecto industrial con reflejos metálicos.
Estructura metálica en voladizo
Los volúmenes del edificio de la parte superior se realizan con estructura metálica formando dos planos paralelos a continuación de los muros de hormigón. Estos pórticos, que en los puntos máximos vuelan hasta 35 metros, están formados por cerchas metálicas.
Estas cerchas se unen a los muros mediante unas complejas placas de anclaje y un sistema de cables postesados que recorren todo el muro atravesando el edificio hasta los anclajes del voladizo opuesto. De esta forma se equilibran los esfuerzos producidos por las cargas de los cuerpos salientes, se comprime el hormigón, evitando tracciones que podrían producir fisuras, y se mejora la transmisión de cargas entre el acero y el hormigón.
Sostenibilidad

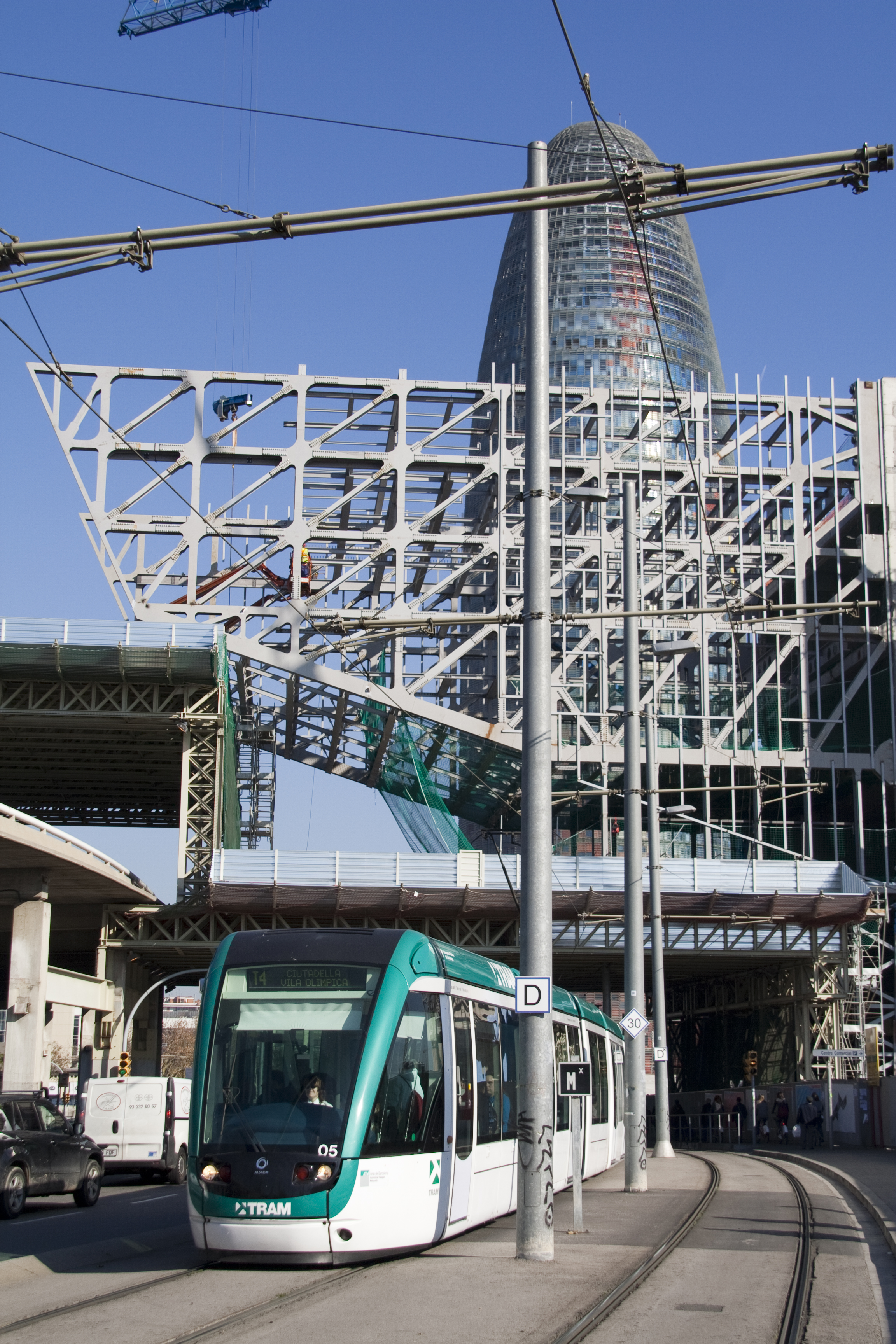
Montaje voladizo metálico en edificio Dhub Barcelona

Todo el proyecto prevé un alto grado de calidad ambiental, de sostenibilidad y de suficiencia energética. Se pueden indicar los capítulos más importantes: sostenibilidad pasiva (materiales y estructura de las fachadas macizas y ventanales, almacenamiento y tratamiento de residuos, sistemas pre-industrializados, protecciones solares y aislamientos, etc., Dentro de los criterios del Distintivo de Garantía de Calidad ambiental de la Generalidad y la Etiqueta Ecológica de la UE), saneamiento (red separativa para reutilizar el agua pluvial), fontanería (control de consumos mínimos y regulación de flujos, captadores solares para producción de agua caliente para un mínimo del 70%), climatización (plantas enfriadoras de alto rendimiento condensadas por aire, bajo nivel de ruido y protecciones acústicas, recuperación de calor en las plantas enfriadoras, calderas de gas natural, enfriamiento gratuito cuando lo permitan las condiciones exteriores, recuperación del calor latente en la extracción de aire), electricidad (bajo consumo, detectores de presencia, probadores temporizados, paneles fotovoltaicos para aprovechamiento directo de la energía solar), gestión centralizada de todas las instalaciones.

### Palacio del Marqués de Lió

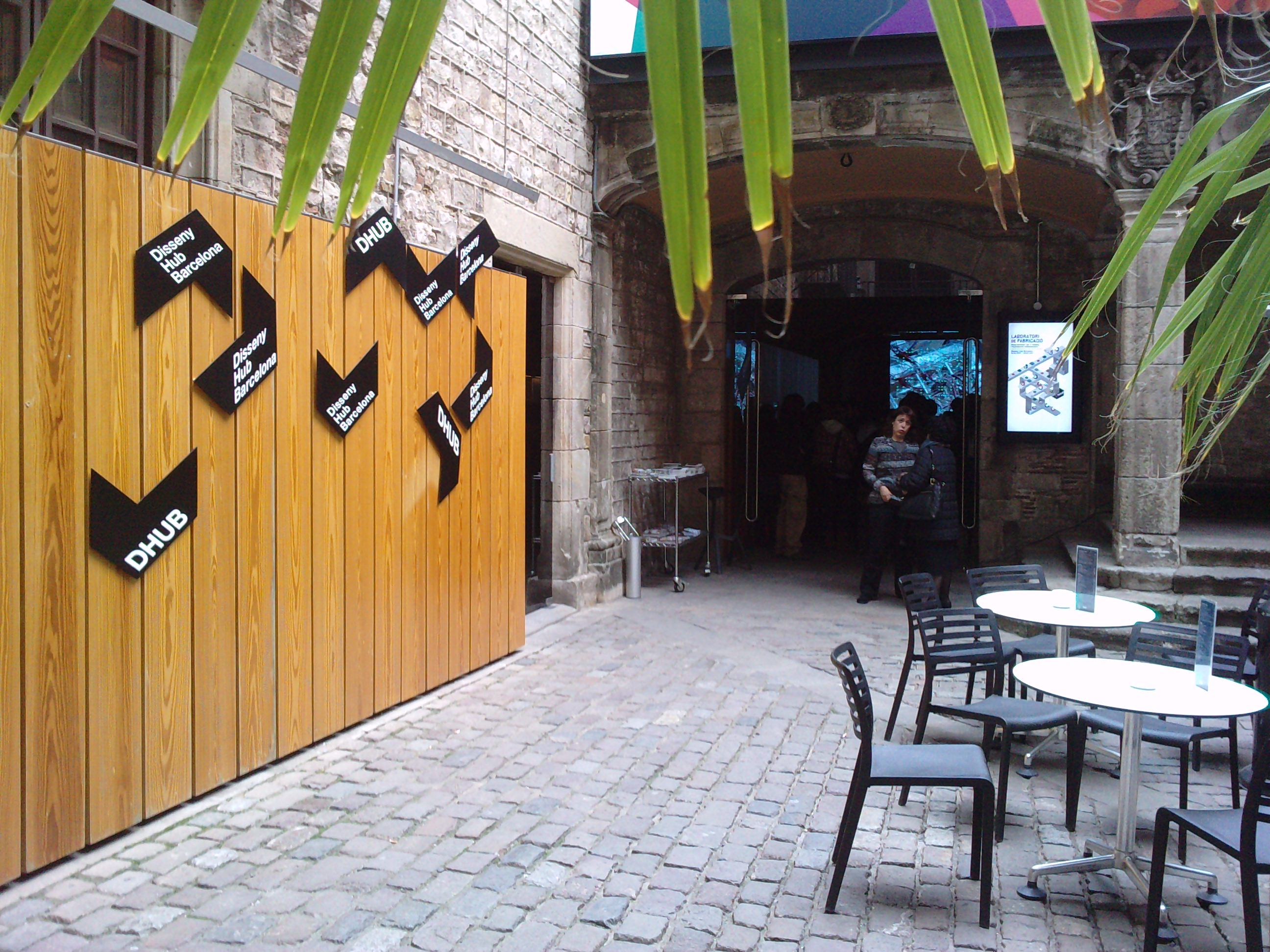
Patio interior del Palacio

Es uno de los palacios de fachada gótica más importantes de la calle de Montcada, en el Barrio de la Ribera de Barcelona. Se encuentra situado en el número 12, justo delante del Museo Picasso. La parte conservada más antigua son una torre y dos techos artesonados, que datan de finales del siglo XIII. En el primer piso se conservan unos ventanales renacentistas. También destaca una ventana que conserva el escudo de la familia Codina. En el segundo piso se conserva una lonja gótica. La fachada fue modificada en el siglo XVI, cuando se abrieron los balcones y se sustituyó el portal adintelado por una puerta con dintel. El patio se habilitó ya en el siglo XVIII y consta de una escalera descubierta, similar al resto de palacios de la calle.
Antes de pertenecer a la familia Codina, el palacio había pasado por manos de diversos linajes catalanes, entre los que destacan los Segrià, Pontons, Coromines y Marimon. Pedro-Bernat Codina lo adquirió a Joanot de Marimon el 1538, quien los conservarían hasta el siglo XVIII. Fue entonces cuando un linaje matrimonial con la familia Mora, investida posteriormente como Marqueses de Lyon, daría nombre al Palacio.
El edificio se restauró entre 1965 y 1969, fecha en que se inauguró el Museo Textil y de Indumentaria, hasta que el 2 de diciembre de 2008 se inauguró la sede temporal del DHUB, para realizar actividades y exposiciones temporales y actuar como sede del DHUBDOC y las oficinas.

### Palacio de Pedralbes

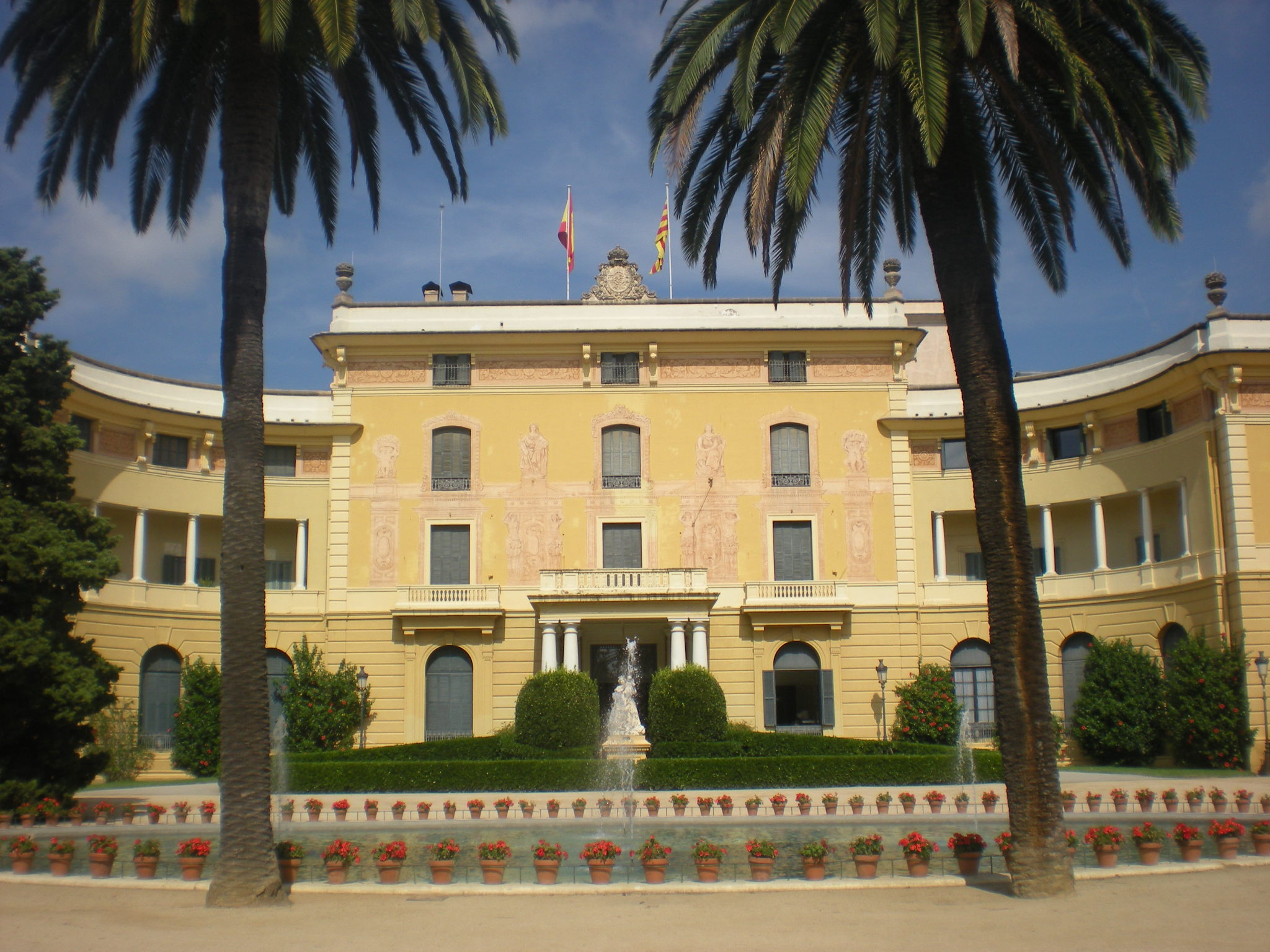
Palacio de Pedralbes

En el Palacio de Pedralbes ( Diagonal, 686) se encuentran los DHUB Museos, y se podían visitar las exposiciones permanentes del Museo Textil y de Indumentaria El cuerpo vestido y la exposición permanente del Museo de las Artes Decorativas Del objeto único al diseño industrial que posteriormente pasaron al edificio de Glorias. El Palacio tiene su origen en la antigua masía de Can Feliu, del siglo XVII. La finca fue adquirida en 1862 por el conde Eusebio Güell, junto con la vecina Can Cuiàs de la Riera. Juntas formaron la Finca Güell, de gran extensión (30.000 m²). Se encargó la reforma de la torre Can Feliu al arquitecto Joan Martorell i Montells, que construyó un palacete de aire caribeño, acompañado de una capilla neogótica y rodeado de magníficos jardines. Más tarde, se encargó a Antoni Gaudí la reforma de la casa y la construcción de un muro de cierre y los pabellones de portería.

## Museos
Como centro de centros, el DHUB une los fondos patrimoniales de varios museos:

### Museo de las Artes Decorativas
El Museo de las Artes Decorativas es un museo abierto en 1932. Consta de dos exposiciones permanentes, con 739 piezas en total, dedicadas a la evolución de las artes del objeto, desde el románico hasta el nacimiento del diseño de producto, y al diseño industrial en España. Además, el museo está dotado de un importante fondo de diseño industrial (más de 1.400 piezas) y de artes decorativas (unas 6.000 piezas) que se agrupa en las colecciones de diseño de producto, bacines, carruajes, muebles, papel pintado, relojes, tapices y vidrios. En el nuevo edificio de Glorias las artes decorativas se encuentran en la exposición permanente de la segunda planta.

### Museo Textil y de Indumentaria
El Museo Textil y de la Indumentaria dispone de un fondo con objetos relacionados con la ornamentación del cuerpo humano: vestidos, joyas, complementos y accesorios, y también de una rica colección textil, desde los tejidos coptos hasta los textiles industriales. Destacan las colecciones de encajes, bordados, indumentaria litúrgica y tapices. En el nuevo edificio de Glorias la moda e indumentaria se encuentra en la exposición permanente de la tercera planta.

### Gabinete de las Artes Gráficas
El Gabinete de las Artes Gráficas es un museo dedicado al diseño de la comunicación visual. Su colección incluye muestras significativas de grabado popular, ilustración de libros, encuadernación, envoltorios de productos y carteles. En el nuevo edificio de Glorias las artes gráficas se encuentran en la exposición permanente de la cuarta planta.

### Vivienda 1/11 de la Casa Bloc

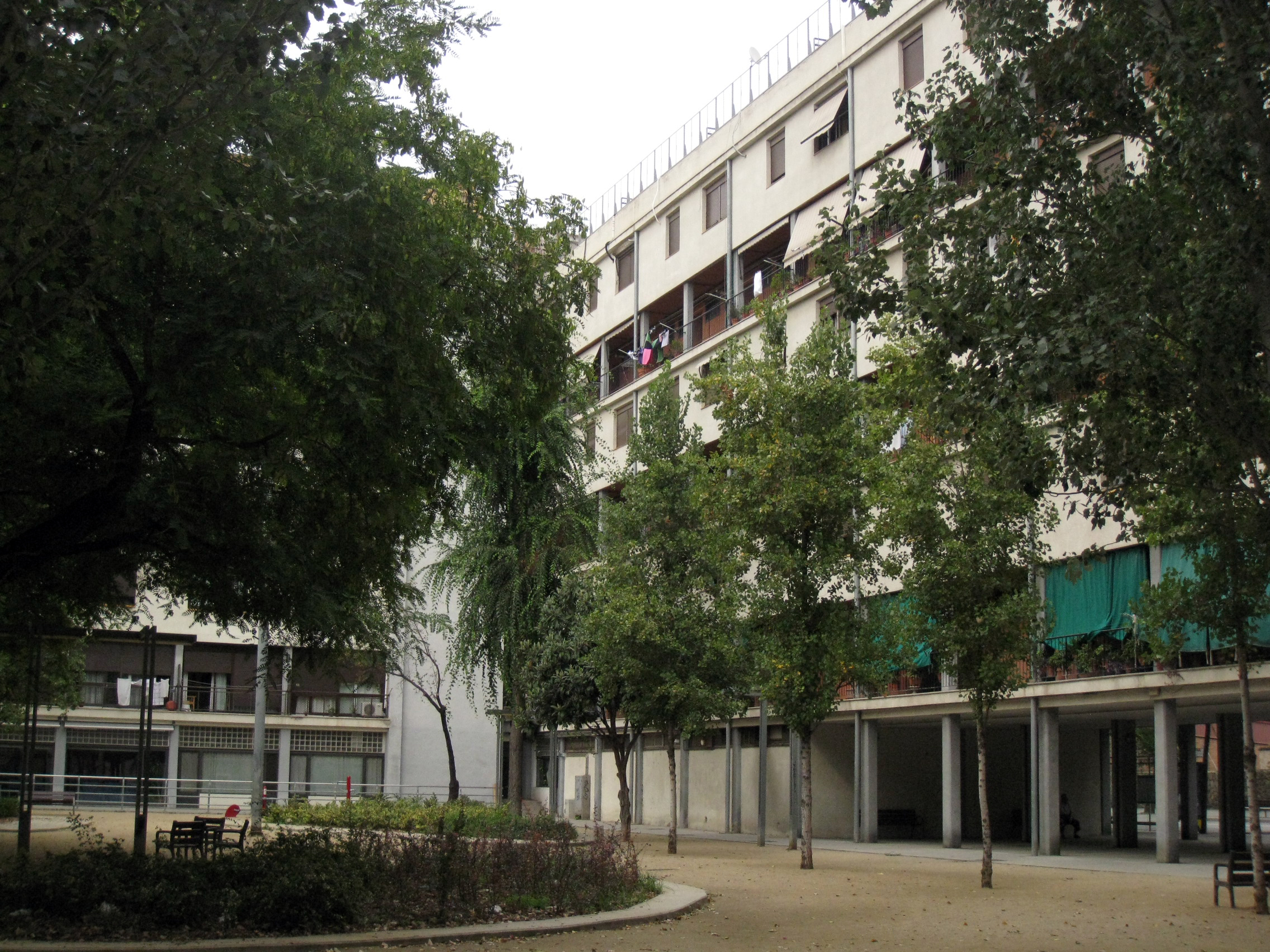
Casa Bloc

La Vivienda 1/11 de la Casa Bloc (1932-1939) es un piso-museo gestionado por el Museo del Diseño de Barcelona. En su interior se puede visitar la estructura y el aspecto original de los pisos de este conjunto arquitectónico, un referente de la arquitectura de viviendas para obreros de la época de la II República Española. La apertura de este espacio como piso-museo es un reconocimiento al trabajo de Josep Lluís Sert, Josep Torres Clavé y Joan Baptista Subirana y la innovación que supusieron sus planteamientos los años 30. El piso-museo de la Casa Bloc, la Vivienda 1/11, se encuentra abierto a todos los públicos, con un régimen de visitas guiadas previa reserva, desde el mes de marzo de 2012. La Vivienda 1/11 es un dúplex que mide 60 m². Se encuentra situado en el bloque 2, planta 1, puerta 11, del conjunto arquitectónico de la Casa Bloc. La distribución interna es muy sencilla y diferencia claramente la parte de día de la de noche.

## Exposiciones permanentes
Del objeto único al diseño de producto
Es la exposición permanente del Museo de las Artes Decorativas, presentada mediante un recorrido cronológico dividido en dos partes. En la primera, con 297 objetos, se explica la evolución de las artes del objeto desde el período románico hasta el Romanticismo, siguiendo con la evolución del diseño de producto desde de la Revolución Industrial, poniendo énfasis en los diseños catalanes. Se pueden ver cajas de novia, camas, sillas, tocadores, vajillas, abanicos o relojes, entre otros. La segunda parte de la exposición muestra, con 442 piezas, una representación de la evolución del diseño industrial en España.
El cuerpo vestido
La exposición, hecha en parte con el fondo del Museo Textil y de Indumentaria, analiza cómo, a lo largo de la historia, el vestido ha afectado y modificado la imagen del cuerpo humano, todo comprimiéndolo o liberarlo dependiendo de los códigos morales, sociales y estéticos de cada época. La muestra se complementa con una selección de material gráfico (fotografías, grabados de época...) La exposición fue nombrada una de las 116 iconos turísticos de Cataluña, una recopilación de los símbolos más representativos de la identidad catalana llevado a cabo por la Agencia Catalana de Turismo, la Dirección General de Turismo y Artesanía Cataluña del CCAM, el Fomento de las Artes Decorativas (FAD), el Museo Nacional de Arte de Cataluña (MNAC) y el Instituto de Estudios Catalanes (IEC).
Los Dormitorios Reales
La cámara de Alfonso XIII, la antecámara y la cámara de Victoria Eugenia forman los Dormitorios Reales del Palacio Real de Pedralbes. Recientemente restaurados, fueron construidos entre 1919 y 1924 por los arquitectos Eusebi Bona y Francesc Nebot para dar acogida al Rey y su familia en sus breves y esporádicas estancias en Barcelona. Cuando el Museo de las Artes Decorativas abrió sus puertas en 1932, los dormitorios reales fueron integrados en el recorrido expositivo, una vez caída la monarquía alfonsina. Se mostraron al público tal y como los habían dejado al marchar al exilio sus antiguos ocupantes, respetando en gran medida la decoración mural y el mobiliario existente en las tres cámaras. A pesar de varios cambio de régimen políticos sufridos a lo largo del siglo XX (monarquía, república, guerra civil, dictadura, monarquía), las estancias aún conservan su impronta original, dejada por los aristócratas barceloneses que decoraron a su gusto estos espacios, y que sufragaron con sus propios recursos el coste de este mobiliario. La decoración de los dormitorios reales fue concebida con parámetros claramente historicistas, bajo la batuta de una aristocracia barcelonesa conservadora y anclada en el pasado.